# Ne pleure pas, Jeannette
Ne pleure pas, Jeannette est une chanson traditionnelle francophone. Il en existe plusieurs variantes, dont la plus célèbre est La Pernette se lève datant de la fin du Moyen Âge (XVe siècle).

## Paroles et musique
(orthographe modernisée)
Ne pleure pas, Jeannette,
Nous te marierons
Avec le fils d'un prince
Ou celui d'un baron.
Je ne veux pas d'un prince,
Encor' moins d'un baron.
Je veux mon ami Pierre,
Celui qu'est en prison.
Tu n'auras pas ton Pierre,
Nous le pendouillerons.
Si vous pendouillez Pierre,
Pendouillez moi avec.
Et l'on pendouilla Pierre,
Et sa Jeannette avec.
Tout en haut d'un grand chêne
Un rossignol chantait
Il chantait les louanges
De Pierre et de Jeannette

## Histoire
Le thème de la jeune fille refusant un mariage noble pour l'amour d'un prisonnier se retrouve dans la chanson populaire depuis le XIIe siècle. La chanson a connu plusieurs versions et a inspiré Josquin Desprez et Jacques Lefèvre, compositeur de Louis XIII.